# スイス・アーミー・マン
『スイス・アーミー・マン』（原題:Swiss Army Man）は2016年のアメリカ合衆国のドラマ映画。監督・脚本はダニエル・シャイナートとダニエル・クワンからなるコンビ・ダニエルズが、主演はポール・ダノとダニエル・ラドクリフが務めた。
作品は2016年1月22日に2016年サンダンス映画祭でワールドプレミアを迎え、同年6月24日に限定公開、7月1日に全米公開された。公開に際して批評家の間では概ね好評を得た（詳しくは#評価を参照）。日本ではTOHOシネマズ シャンテほかで2017年9月22日に公開された。
原題の「Swiss Army Man」は、死体のメニーがスイスアーミーナイフのように様々な機能を備えていることに由来している。

## ストーリー
無人島に流れ着いたハンクは絶望から自死しようとしていた。その矢先、彼は浜辺に打ち上げられていた死体を発見した。ハンクは人工呼吸による蘇生を試みたが、失敗に終わってしまった。その死体はガスで膨れ上がっており、水に浮いていた。しかも、ガスの排出によって、死体は沖合に出ようとしていた。死体に飛び乗ったハンクは、ジェットスキーの要領で死体に乗って沖合へと向かった。何とか大きな島にたどり着けたものの、そこも無人島であることには変わりなかった。その夜、ハンクは死体と共に洞窟で眠りについた。夜の間に降った雨水が死体の口の中に流れ込んだ結果、死体は飲料水の供給源となった。さらに驚くべきことに、死体は英語を話し始め、自らをメニーと名乗った。海岸で拾ったポルノ雑誌を見て勃起したメニーに苦笑したハンクだったが、そのペニスが方位磁針の役割を果たせることに気が付いた。メニーは生前の記憶を全てなくしていたため、ハンクは彼に様々なことを教えてあげた。しかし、メニーの子供じみた態度はハンクを苛立たせることもあった。
ハンクの故郷へと向かう道中、ハンクはメニーに食べることや映画館に行くことの喜びを語った。そこら辺に生い茂っていた植物やゴミを利用して、ハンクは即興劇をやった。その内容はメニーがサラという名前の女性と恋に落ちるというものだった。劇の内容を真に受けたメニーは、自分の愛するサラがいるハンクの故郷へ帰る意志をより強くした。しかし、サラというのはハンクが一目惚れした女性の名前であった。ハンクはサラとバス停で毎日顔を合わせていたのだが、1回も会話したことがなかった。ハンクは彼女に話しかける勇気を持ち合わせていなかったのである。しかし、彼女を隠し撮りして、その写真を自分の携帯電話の待ち受け画面にすることはできた。SNSの投稿を通して、ハンクはサラが既婚者であることを知っていたが、それでも恋愛感情が消えることはなかった。
熊に襲われるという絶体絶命の危機を乗り切った2人は、遂に故郷へと辿り着いた。ところが、死体と共に帰還したために、とんでもない混乱が生じてしまうのだった。

## キャスト
※括弧内は日本語吹替
- ハンク・トンプソン: ポール・ダノ（平川大輔[10]）
- メニー: ダニエル・ラドクリフ（小野賢章[10]）
- サラ・ジョンソン: メアリー・エリザベス・ウィンステッド（岸本百恵[10]）
- プレストン: ティモシー・ユーリック（陣谷遥）
- リポーター: マリカ・キャスティール
- ハンクの父親: リチャード・グロス
- クリッシー: アントニア・リベロ（田中あいみ） - サラの娘。
- 警察官: アーロン・マーシャル
- カメラマン: アンディ・ハル（英語版）
- 検視官: シェーン・カルース（英語版）

## 製作
2015年6月、ポール・ダノ、ダニエル・ラドクリフ、メアリー・エリザベス・ウィンステッドの3人が本作に出演することになったとの報道があった。7月14日、本作の主要撮影が始まった。撮影はカリフォルニア州のサンペドロとハンボルト郡を中心に行われ、8月7日にその工程を終了した。
ダニエル・ラドクリフは、「〔普通の〕映画じゃありえないことだけど、ロバートは撮影が始まる前に音楽を作曲していたんだ。僕らはいくつかのシーンで、曲を聴きながら撮影できた」として、セットでも劇中音楽が流れていたことを明かしている。またダノとの撮影について、「映画の大部分は僕たち2人しかいないんだ。互いに頼らざるを得ない条件のなかでふざけ合ったり、対抗したりして友情を育んだよ」と振り返っている。メニー役は大半をラドクリフが実演したが、一部のシーンではスタントマン、またラドクリフ本人をかたどった人形が使用された。
作品は監督ふたりの頭に「おかしな映像」が浮かぶことから始まったというが、この作品ではメニーに乗ったハンクが海を駆けるシーンがそれだったという。ラドクリフは出演にためらいがなかったと回想している。ダノの側も、脚本を数ページ読み、冒頭のおならのシーンに辿り着いた段階で出演を決めていたと答えている。
劇中音楽はマンチェスター・オーケストラとして共に活動するアンディ・ハル、 ロバート・マクダウェルが手掛けたが、一部の曲では主演したダノ・ラドクリフの声を用いたレコーディングが行われている。

## 公開
2016年1月22日、本作はサンダンス映画祭でプレミアを迎えた。 その直後、A24が本作の全米配給権を購入した。当初の予定では、本作の全米公開日は2016年6月17日となっていたが、後に公開日は6月24日に延期されることとなった上、限定公開となった。その後同年7月1日に全米公開された。2016年4月には予告編が公開された。アメリカ合衆国ではR指定となった。公開に際して、公式サイトではラドクリフ演じるメニーで遊ぶことのできるコンテンツが配信された。
日本では2017年5月に公開決定が報じられ、その後TOHOシネマズ シャンテほかで2017年9月22日に公開されることが発表された。公開前にはラドクリフをかたどった「メニーくん」人形が登場し、プロモーションとして各地を訪れる演出がなされたほか、メニーの機能を紹介する本編映像も折に触れ公開された。映倫ではG指定となり、日本での配給はポニーキャニオンが担当した。2017年7月には、日本版予告編が公開された。

## 評価
サンダンス映画祭では、その設定の奇抜さについて行けなかった観客が途中退席した。
本作は賛否両論となったが、肯定派の方が優勢である。映画批評集積サイトのRotten Tomatoesには180件のレビューがあり、批評家支持率は68%、平均点は10点満点で6.6点となっている。サイト側による批評家の見解の要約は「好感の持てる奇抜さと実に見事な演技のお陰で、『スイス・アーミー・マン』は勇気ある観客にカテゴライズ不可能な体験をさせることができる。」となっている。また、Metacriticには36件のレビューがあり、加重平均値は64/100となっている。
『バラエティ』のピーター・デブルージは「『スイス・アーミー・マン』の不気味さは勲章のようなものであろうし、またそうあるべき作品だ。」と評している。
『ハリウッド・レポーター』のレズリー・フェルペリンは、「どたばた演技の身体機能全ての対比として、ダノとラドクリフは魅力的なまでの熱心さを見せ、段階を踏むことの重要性を加え、確かに痛ましい儚さを体現した」と評した。『ガーディアン』紙に論評を寄せたジョーダン・ホフマンは、5つ星中3つ星を付けた上で、「〔作品は〕粗雑で馬鹿馬鹿しいが、ふたり〔=ダノとラドクリフ〕の良い演技と、音楽と編集の上品な使い方によって、すこし感動的なものになる」と述べた。
トークイベントに参加した町山広美は、「『人のおならがなんで嫌なんだろう?』というのを、自分と他者の違いを表現するために選んだ面白さがありますよね。まさかおならで泣くとは!」と評した。『映画.com』に評論を寄せた村山章は、「強烈にヘンな珍作だが、創意工夫に満ちたビジュアルと、ぬくもりと切なさと希望をたっぷり味わって欲しい」とまとめた。またなかざわひでゆきは、「シュールでブラックな笑いを散りばめながら、生きるとは何ぞや？を問いかける脚本は素晴らしく秀逸。言葉を喋り始める死体が、果たして主人公の妄想なのかどうか、最後までハッキリとさせないところもいい」と述べた。

### 受賞歴
ダニエルズのふたりは、2016年サンダンス映画祭で、米国ドラマ映画部門最優秀監督賞を受賞した。また、第49回シッチェス・カタロニア国際映画祭では主演男優賞・作品賞を獲得している。
| 受賞とノミネートの一覧                   | 受賞とノミネートの一覧 | 受賞とノミネートの一覧                                                             | 受賞とノミネートの一覧                                 | 受賞とノミネートの一覧 | 受賞とノミネートの一覧 |
| 映画賞                                   | 授賞式開催日           | 部門                                                                               | 対象                                                   | 結果                   |                        |
| ---------------------------------------- | ---------------------- | ---------------------------------------------------------------------------------- | ------------------------------------------------------ | ---------------------- | ---------------------- |
| 第12回オースティン映画批評家協会賞       | 2016年12月28日         | 第1回映画賞 Best First Film                                                        | 作品本編                                               | ノミネート             |                        |
| 第26回ゴッサム・インディペンデント映画賞 | 2016年11月28日         | ビンガム・レイ・ブレイクスルー監督賞 Bingham Ray Breakthrough Director Award       | ダニエルズ - ダニエル・シャイナート - ダニエル・クワン | ノミネート             |                        |
| 第32回インディペンデント・スピリット賞   | 2017年2月25日          | 第1回作品賞 Independent Spirit Award for Best First Feature                        | 作品本編                                               | ノミネート             |                        |
| 第32回インディペンデント・スピリット賞   | 2017年2月25日          | 編集賞 Independent Spirit Award for Best Editing                                   | マシュー・ハンナム                                     | ノミネート             |                        |
| ヌーシャテル国際ファンタスティック映画祭 | 2016年7月              | 国際批評家賞 Prix NIFFF de la critique internationale (Compétition Internationale) | 作品本編                                               | 受賞                   |                        |
| ヌーシャテル国際ファンタスティック映画祭 | 2016年7月              | Prix Imaging The Future du meilleur production design (Compétition Internationale) | 作品本編                                               | 受賞                   |                        |
| ヌーシャテル国際ファンタスティック映画祭 | 2016年7月              | 観客賞 Prix RTS du Public (Compétition Internationale et Compétition Asiatique)    | 作品本編                                               | 受賞                   |                        |
| 第49回シッチェス・カタロニア国際映画祭   | 2016年10月15日         | 最優秀長編映画賞 Award for Best Feature Length Film                                | 作品本編                                               | 受賞                   |                        |
| 第49回シッチェス・カタロニア国際映画祭   | 2016年10月15日         | 最優秀男優賞 Award for Best Actor                                                  | ダニエル・ラドクリフ                                   | 受賞                   |                        |
| 2016年サンダンス映画祭                   | 2016年1月31日          | 監督賞 - ドラマ（アメリカ国内）部門 The Directing Award: U.S. Dramatic             | ダニエルズ - ダニエル・シャイナート - ダニエル・クワン | 受賞                   |                        |
| 第20回トロント映画批評家協会賞           | 2016年12月11日         | 第1回作品賞 Best First Feature                                                     | 作品本編                                               | 次点                   |                        |